# Wolfgang Lauber
Wolfgang Lauber (* 1. April 1936; † 17. Dezember 2022 in Konstanz) war ein deutscher Architekt und Hochschullehrer sowie Autor.

## Leben
Wolfgang Lauber studierte Architektur an der Technischen Hochschule Stuttgart. Von 1978 bis 2003 war Lauber Professor an der Fakultät für Architektur  der Fachhochschule Konstanz. 2003 wurde er an der Universität Kaiserslautern mit der Dissertation Klimagerechte Architektur in den afrikanischen Tropen zum Doktor-Ingenieur promoviert.
Nach seinem gemeinsam mit Jörg und Elisabeth Kiefner entworfenen Brutalismus-Bau des Deutschen Literaturarchivs Marbach (1970–1972), der 2018 unter Denkmalschutz gestellt wurde, beschäftigte sich Lauber ab 1974 vor allem mit der Architektur und dem Bauen in Afrika. Besondere Beachtung fand sein Werk über die Lehmarchitektur der Dogon, einer afrikanischen Volksgruppe, die in Westafrika, im Osten von Mali, beheimatet ist. Weitere Forschungsprojekte folgten bis 2012. Mit Hilfe der Deutschen Forschungsgemeinschaft (DFG) erarbeitete er wissenschaftliche Dokumentationen der traditionellen Architektur in Togo.
Wolfgang Lauber starb am 17. Dezember 2022 im Alter von 86 Jahren in Konstanz.

## Schriften
- Wien. Ein Stadtführer durch den Widerstand 1934–1945. Böhlau Verlag, Köln u. a. 1987, ISBN 3-205-05028-2.
- Deutsche Architektur in Kamerun 1884–1914. German architecture in Cameroon. Architecture allemande au Cameroun. Karl Krämer Verlag, Stuttgart 1988, ISBN 3-7828-1495-9.
- Paläste und Gehöfte im Grasland von Kamerun. Karl Krämer Verlag, Stuttgart 1990, ISBN 3-7828-1494-0.
- Architektur der Dogon. Traditioneller Lehmbau und Kunst in Mali. Prestel Verlag, München 1998, ISBN 3-7913-1914-0.
- Architecture Dogon. Constructions en terre au Mali. Adam Biro, Paris 2003, ISBN 2-87660-218-0.
- Tropical Architecture. Sustainable and Humane Building in Africa, Latin America and South-East Asia. Prestel Verlag, München 2005, ISBN 3-7913-3135-3.
- Die expressive Geste. Deutsche Expressionisten und afrikanische Kunst. Hatje Cantz Verlag, Ostfildern 2007, ISBN 978-3-7757-1918-6.
- Traditionelle Architektur in Afrika. Anonymes Bauen mit der Gemeinschaft. Forschungsprojekte an der Hochschule HTWG Konstanz. Selbstverlag, Konstanz 2014, ISBN 978-3-00-045341-0.